# Brachycephalus olivaceus
Brachycephalus olivaceus es una especie de anfibios de la familia Brachycephalidae.

## Distribución geográfica y hábitat
Es endémica del estado de Santa Catarina (Brasil). Su rango altitudinal oscila alrededor de 985 m s. n. m..